# Okręg Dietikon
Dietikon (niem. Bezirk Dietikon) – okręg w północnej Szwajcarii, w kantonie Zurych. Siedziba administracyjna okręgu znajduje się w miejscowości Dietikon. 

## Podział administracyjny
Okręg składa się z jedenastu gmin (Politische Gemeinde) o powierzchni 68,12 km² i o liczbie mieszkańców 96 312.
Gminy:
1. Aesch
2. Birmensdorf
3. Dietikon
4. Geroldswil
5. Oberengstringen
6. Oetwil an der Limmat
7. Schlieren
8. Uitikon
9. Unterengstringen
10. Urdorf
11. Weiningen